# Galliot Cay
Galliot Cay är en ö i Bahamas.   Den ligger i distriktet Long Island, i den sydöstra delen av landet, 260 km sydost om huvudstaden Nassau.
Runt Galliot Cay är det mycket glesbefolkat, med 4 invånare per kvadratkilometer.